# Vladímir Fiódorov

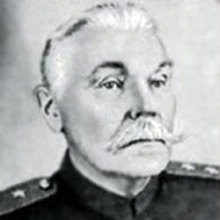
Vladímir Fiódorov.

Vladímir Grigórievich Fiódorov (del ruso: Владимир Григорьевич Фёдоров) ( 3 de mayo (15) de 1874, San Petersburgo - 19 de septiembre de 1966, Moscú) fue un científico ruso y soviético, diseñador de armas, profesor (1940), teniente general de un cuerpo de ingenieros militares (1943), fundador de la escuela soviética de armas ligeras automáticas
En 1900 Vladímir Fiódorov se graduó en la Academia de Artillería Mijaílovka y fue transferido al comité de artillería del Directorio Jefe de Artillería (Главное артиллерийское управление).
En 1907 escribió el primer estudio sobre armas automáticas.
Diseñó varios fusiles automáticos, uno de calibre 7,62 mm (1912), otro de calibre 6,5 mm para un cartucho de su propio diseño (1913, y uno de los primeros fusiles de asalto del mundo: el Avtomat Fiódorova (1916), que entró en servicio usando munición del fusil Arisaka de 6,5 mm. Las armas automáticas diseñadas por Fiódorov fueron usadas durante la Primera Guerra Mundial y la Guerra Civil Rusa.
Tras la Revolución de octubre, Vladimir Fiódorov fue nombrado jefe y director técnico (1918-1931 de la primera fábrica de armas soviética, que producía subfusiles diseñados por él. En 1921, organizó un despacho de diseño en la fábrica.
En 1931-1933, Fiódorov trabajó como asesor de la estandarización en un complejo armamentístico. Publicaría una serie de obras sobre armas automáticas y fue nombrado asesor de armas ligeras de Narkomat y en el Ministerio de Armamento (1942-1946). Entre 1946 y 1953, Fiódorov fue miembro de la Academia de Ciencias de la Artillería.
Fue tutor de Vasili Degtiariov, Georgi Shpagin, Sergéi Simónov y otros. Vladímir Fiódorov escribió una serie de obras científicas sobre la historia, el diseño, la producción y el uso en combate de las armas ligeras.

## Condecoraciones
- Héroe del Trabajo Socialista (1928)[1][2]
- Orden de Lenin (dos veces)[1]
- Orden de la Estrella Roja (1933)
- varias medallas[1]